# 条约型战列舰

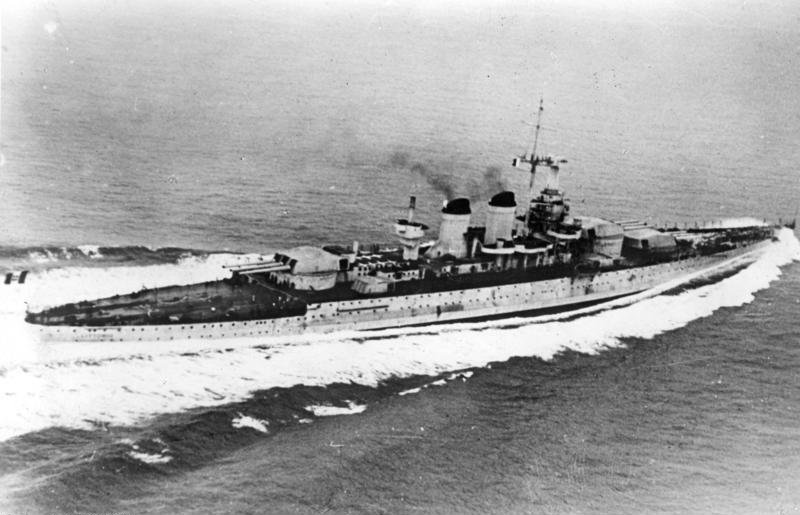
意大利條約艦维托里奥·维内托

条约型战列舰指美国、英国、日本、法国和意大利等五国1922年至1936年12月31日期间根据三个《限制海军军备条约》而设计、建造的战列舰。这三个限制海军军备条约是《华盛顿海军条约》（美国、英国、日本、法国和意大利于1922年签订）、《伦敦海军条约》（英国、美国、日本于1930年签订）和《第二次伦敦海军条约》（美国、英国、法国于1936年签订）。

## 概要
在第一次世界大戰後，戰勝國曾因為維護自身的利益而進行近乎瘋狂的海軍競賽，當時各國為了避免軍備競賽拖垮內政而簽訂，海軍條約而嚴格限制各國大型軍艦數量；但是戰艦有使用年限的限制，為了替換老舊艦隻，條約允許服役20年的戰艦可以以1:1的方式用新戰艦取代。
戰艦尺寸限制在標準排水量35000噸以下，主炮口徑16英吋以下，隨後倫敦條約也繼承了這項規定，但是第二次倫敦海軍協定大部分國家因為以限制不合理的理由退出後，條約主要推廣國家英國、美國因條款允許排水量放寬到45000噸，但是放寬限制的涵義代表條約已名存實亡，不久後二戰爆發，條約國必須以更強的武裝去面對衝突，遵守條約也變得沒有任何意義了。
由於總重量的限制，各國必須開發更多的新技術去滿足同噸位下的需求，同時也存在各種指標戰力的妥協，這個年代的戰艦的特點就是在先進中具備著矛盾，故開戰後此時期服役的戰艦多得進行改裝滿足實際需求。

## 条约型战列舰列表

### 英国
- 纳尔逊级战列舰（Nelson Class）
- 英王乔治五世级战列舰（King George V Class）

### 美国
- 北卡罗来纳级战列舰（North Carolina Class）
- 南达科他级战列舰（South Dakota Class）

### 法国
- 敦刻尔克级战列舰（Dunkerque Class）
- 黎赛留级战列舰（Richelieu Class）

### 意大利
- 维托里奥·维内托级战列舰（Vittorio Veneto Class）

### 日本
- 金剛級替代戰艦計畫

## 延伸阅读
图书
- Addington, Larry H. . Indiana University Press. 1994. ISBN 978-0253301321.
- Breyer, Siegfried. . Macdonald and Jane's. 1973. ISBN 978-0-356-04191-9.
- Brown, D. K. . Seaforth Publishing. 2012  [2021-09-19]. ISBN 978-1473816695. （原始内容存档于2021-09-27） （英语）.
- Fanning, Richard. . The University Press of Kentucky. 2015. ISBN 978-0813156767.
- Friedman, Norman. . Naval Institute Press. 2015  [2021-09-19]. ISBN 978-1591142546. （原始内容存档于2021-09-21） （英语）.
- Fitzpatrick, David. . Cork University Press. 2004  [2021-09-19]. ISBN 978-1859183861. （原始内容存档于2021-09-22） （英语）.
- Goldstein, Donald M. . University of Nebraska Press. 2005. ISBN 978-1597974622.
- Joseph, Paul. . SAGE Publications. 2016  [2021-09-19]. ISBN 978-1483359908. （原始内容存档于2021-09-22） （英语）.
- Jordan, John. . Seaforth Publishing. 2011  [2021-09-19]. ISBN 978-1848321175. （原始内容存档于2021-09-22） （英语）.
- Kuehn, John T. . Naval Institute Press. 2013  [2021-09-19]. ISBN 978-1-61251-405-5. （原始内容存档于2021-09-21）.
- Kitching, Carolyn J. . Routledge. 2003  [2021-09-19]. ISBN 978-1134675050. （原始内容存档于2021-09-22） （英语）.
- Lillard, John M. . University of Nebraska Press. 2016. ISBN 978-1612347738.
- McBride, William M. . Johns Hopkins University Press. 2000. ISBN 978-0801864865.
- Sumrall, Robert. . Gardiner, R  (编). . Conway Maritime. 2004. ISBN 0-85177-607-8.

网站
- Blazich, Frank A. . Naval History and Heritage Command. 2017  [2019-03-17]. （原始内容存档于16 February 2019）.
- . World Digital Library. 1933  [2019-06-17]. （原始内容存档于2021-03-24） （英语）.
- Hackett, Bob; Kingsepp, Sander & Ahlberg, Lars. . Combinedfleet.com. 2009  [17 June 2019]. （原始内容存档于18 May 2017）.
- . The Avalon Project. 1928  [2019-01-07]. （原始内容存档于17 December 2018）.
- . Office of the Historian – United States Department of State.   [2019-02-08]. （原始内容存档于16 February 2019）.
- . Office of the Historian.   [2019-02-09]. （原始内容存档于16 February 2019）.
- . Avalon Project. 1921  [2019-02-08]. （原始内容存档于2 May 2018）.
- . Encyclopedia Britannica. August 4, 2016  [2019-02-09]. （原始内容存档于16 February 2019） （英语）.